# Uwe Schünemann
Pour les articles homonymes, voir Schünemann.
Uwe Schünemann, né le 8 août 1964 à Stadtoldendorf, est un homme politique allemand membre de l'Union chrétienne-démocrate d'Allemagne (CDU).

## Éléments personnels

### Formation et carrière
Il passe son Abitur en 1984, puis suit une formation de cadre industriel de trois ans. En 1987, il entre dans la Bundeswehr afin d'accomplir son service militaire, qu'il achève en 1988. Il devient alors cadre industriel au sein de la société de cosmétique Haarmann & Reimer jusqu'en 1994.

### Vie privée
Il est actuellement marié à Ines Schünemann, rencontrée sur son lieu de travail. Le couple a deux enfants.

## Parcours politique

### Activité militante
Il adhère en 1979 à la Junge Union (JU), puis rejoint l'Union chrétienne-démocrate d'Allemagne (CDU) cinq ans plus tard. En 1990, il est élu président de la section du parti à Holzminden, puis prend la tête de la fédération de l'arrondissement de Holzminden en 1997. Il renonce à ses fonctions municipales deux ans après.

### Au niveau institutionnel
Il est élu au conseil municipal de Holzminden en 1984 et entre au Landtag de Basse-Saxe dix ans plus tard. En 1996, il devient maire d'Holzminden jusqu'en 1999. Il en est aujourd'hui adjoint au maire.
Désigné coordinateur parlementaire du groupe CDU au Landtag de Basse-Saxe en mars 2000, il est élu député au scrutin uninominal majoritaire à un tour lors des régionales de 2003 avec 49 % des voix dans la circonscription d'Holzminden. Le 4 mars suivant, Uwe Schünemann est nommé ministre de l'Intérieur et des Sports dans la coalition noire-jaune dirigée par Christian Wulff. Il est réélu avec 48 % des voix au scrutin de 2008, et confirmé dans ses fonctions le 26 février, son titre étant toutefois complété en ministre de l'Intérieur, des Sports et de l'Intégration. Les compétences relatives à l'intégration sont finalement récupérées par la nouvelle ministre des Affaires sociales, Aygül Özkan, lors du remaniement ministériel du 27 avril 2010
Il est maintenu en fonction lorsque David McAllister succède à Wulff le 1er juillet 2010.
Il est le premier, en Allemagne, à faire appel à un drone pour des opérations de police, en l'espèce pour surveiller des manifestants s'opposant au transport d'un convoi de déchets radioactifs vers le site de Gorleben.
Il est remplacé, le 19 février 2013, par le social-démocrate Boris Pistorius.

## Annexe